# Spaniocelyphus nigrocoeruleus
Spaniocelyphus nigrocoeruleus är en tvåvingeart som beskrevs av Malloch 1929. Spaniocelyphus nigrocoeruleus ingår i släktet Spaniocelyphus och familjen Celyphidae.
Artens utbredningsområde är Filippinerna. Inga underarter finns listade i Catalogue of Life.